# Myles Sanko

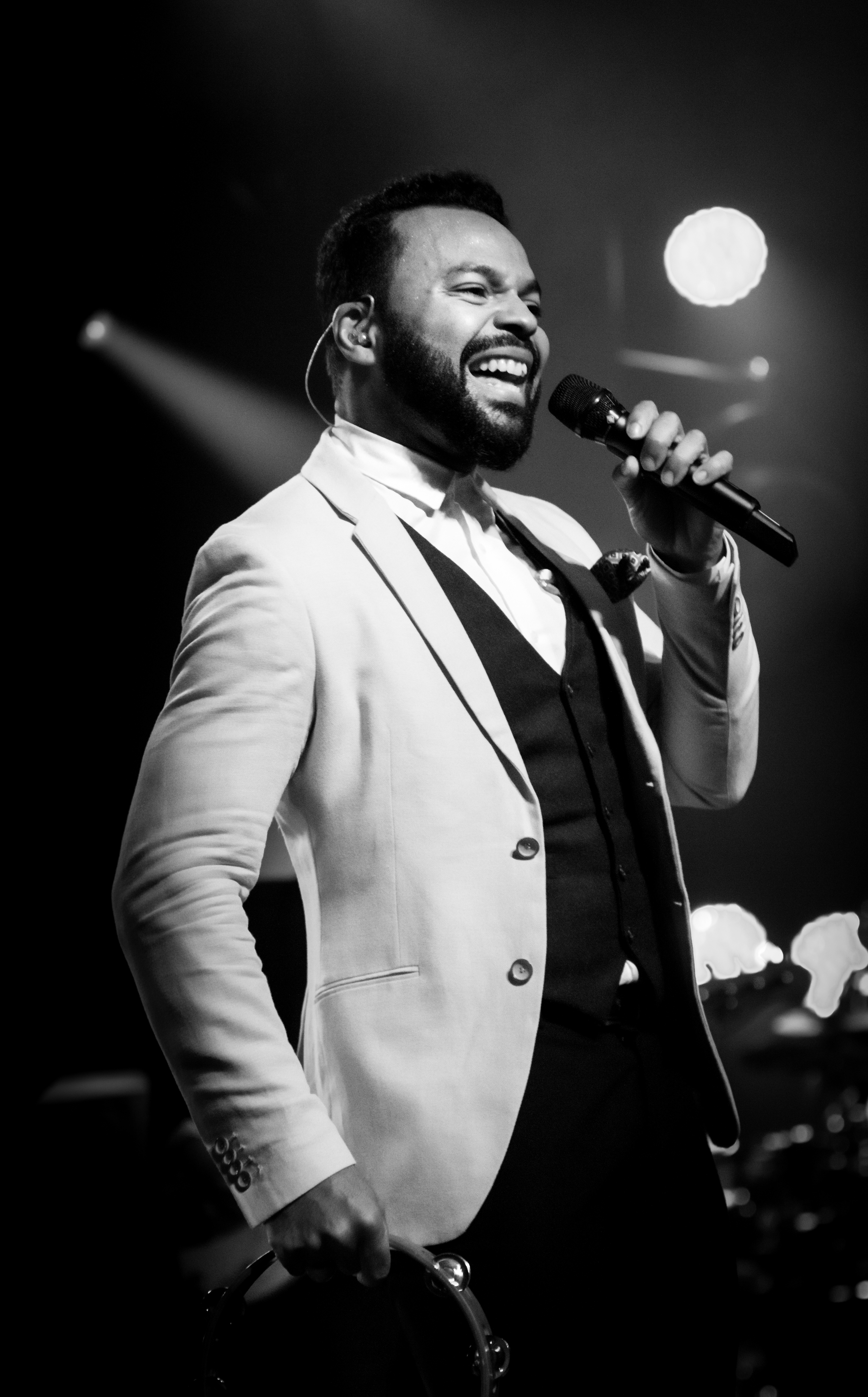
Myles Sanko (Leverkusener Jazztage 2016)

Myles Sanko (* 8. Mai 1980 in Accra) ist ein britischer Soul- und Jazzsänger und Songwriter ghanaischer Herkunft.

## Leben und Karriere
Sanko, der in einer kleinen Stadt an der Küste Ghanas aufwuchs, migrierte dann mit seiner Familie nach Großbritannien. Dort sang und rappte er als Jugendlicher in Cambridge. Später spielte er mit den Bijoumiyo und begleitete Speedometer. Mit seiner 2013 zunächst im Eigenvertrieb veröffentlichten Debüt-EP Born in Black & White gelang es Sanko, in Europa bekannt zu werden. 2014 folgte bei Légère das Album Forever Dreaming und 2016 Just Being Me. Einen Teil seiner Songs schrieb er gemeinsam mit Thierry Los. Sein drittes Album  Memories of Love erschien 2021.
Sanko trat auf Festivals wie dem North Sea Jazz Festival, Elbjazz, Rheingau Musik Festival, Jazz & Joy Festival oder Baltic Soul Weekender (2016 und 2022) auf. 2022 erschien sein erstes Livealbum Live at Philharmonie Luxembourg, das mit seiner Band und dem Luxembourg Philharmonic Orchestra unter der Leitung von Gast Waltzing entstand.

## Diskografie

### Alben
- 2014: Forever Dreaming
- 2015: Born In Black & White
- 2016: Just Being Me
- 2021: Memories Of Love
- 2023: Live At Philharmonie Luxembourg
- 2024: Let It Unfold
- 2025: Let It Unfold (Instrumentals)

### Singles
- 2012: Colors Of Your Love (Paolo Madzone Zampetti Remix) (Pagany feat. Myles Sanko)
- 2011: Another Star (Pagany feat. Myles Sanko)
- 2013: Born In Black & White
- 2014: The Magic Is Gone (Chris Read feat. Myles Sanko And The So Much Soul Players)
- 2015: My Inspiration
- 2017: Forget Me Not / Promises
- 2017: This Ain’t Living
- 2024: Dream Chaser
- 2024: Peace Of Mind
- 2024: I Feel The Same (edbl Remix)